# Stazione di Macerata
Stazione di Macerata vasútállomás Olaszországban, Marche régióban, Macerata településen.

## Vasútvonalak
Az állomást az alábbi vasútvonalak érintik:
- Civitanova-Fabriano-vasútvonal

## Kapcsolódó állomások
A vasútállomáshoz az alábbi állomások vannak a legközelebb: 
- Macerata Università railway halt
- Stazione di Macerata Fontescodella